# Nevena Božović
Nevena Božović (Kosovska Mitrovica, 15 de junio de 1994) es una cantante serbia.
De origen serbokosovar, Nevena ha participado en festivales de música desde niña. Sus actuaciones han sido premiados en el "canto con Ibra", "Magic", "Festival de San Sava en Zrenjanin" y "Festival de la Infancia en Krusevac". Representó a su país en el Festival de Eurovisión Junior 2007 organizado en Róterdam, donde obtuvo el tercer lugar con la balada "Pisi mi". Posteriormente participó en el Festival de la Canción de Eurovisión 2013 como parte de la banda femenina Moje 3, siendo la primera artista en participar tanto en la versión infantil como en la adulta del festival de Eurovisión. Participó como solista en el Eurovisión 2019 con el tema "Kruna".

## Eurovisión Junior 2007
En el Festival de Eurovisión Junior 2007. Quedó en tercer lugar con 120 puntos. Nevena y la representante de Rusia Alexandra Golovchenko fueron los únicos participantes que recibieron puntos de todos los países.
Se inscribió en una escuela de música y tiene la intención de tener una carrera musical.
En el festival de música Sunglasses en Herceg Novi triunfó en la nueva estrella de la noche, en 2009 con la canción "You".

## Festival de Eurovision 2013
El 3 de marzo de 2013 resulta vencedora del Beosong 2013, preselección de Serbia para el Festival de Eurovisión, como miembro de la banda femenina Moje 3, ganándose el derecho de representar a su país en el Festival de la Canción de Eurovisión 2013 en Malmö, Suecia.

## Festival de Eurovision 2019
El 3 de marzo de 2019 resulta vencedora del Beovizija 2019, preselección de Serbia para el Festival de Eurovisión, como solista, ganándose el derecho de representar a su país en el Festival de la Canción de Eurovisión 2019 en Tel Aviv, Israel.
En la primera Semifinal del festival consiguió clasificarse para la final del Festival de La Canción de Eurovisión, donde quedó 18.ª con 89 puntos.